# Dargov
Dargov és un poble i municipi d'Eslovàquia. Es troba a la regió de Košice, a l'est del país.

## Història
La primera referència escrita de la vila data del 1458.

## Demografia
| Godina             | 1994 | 2004   | 2014    | 2024   |
| ------------------ | ---- | ------ | ------- | ------ |
| Nombre de persones | 539  | 541    | 608     | 636    |
| Diferència         |      | +0,37% | +12,38% | +4,60% |

| Godina             | 2023 | 2024   |
| ------------------ | ---- | ------ |
| Nombre de persones | 619  | 636    |
| Diferència         |      | +2,74% |